# Dovecot
Dovecot — вільний IMAP- і POP3-сервер, що розробляється в розрахунку на безпеку, гнучкість налаштування і швидкість.  Перший реліз відбувся в 2002 році.

## Особливості сервера
- Підтримка форматів поштових скриньок mbox і Maildir, а також власні формати dbox і Cydir
- Висока швидкодія завдяки індексації вмісту скриньок
- Велика кількість підтримуваних механізмів зберігання автентифікаційної інформації (включаючи LDAP) і самої автентифікації (підтримується SSL)
- Власна реалізація SASL. Postfix 2.3+ та Exim 4.64+ можуть автентифікуватися безпосередньо через Dovecot.
- Повна підтримка IMAP ACL для гнучкого налаштування прав користувачів
- Підтримка загальних скриньок і тек (shared mailboxes and folders)
- Розширюваність за допомогою плагінів
- Власний MDA з підтримкою Sieve
- Суворе дотримання стандартів — Dovecot один з небагатьох хто проходить тест на відповідність всім стандартам IMAP[3]  	 У
- Можливість модифікації індексів з декількох комп'ютерів, що дозволяє йому працювати з NFS і кластерними файловими системами
- Підтримує різні види квот
- Підтримка різних ОС: Linux, Solaris, FreeBSD, OpenBSD, NetBSD і Mac OS X
- Простота налаштування

## Безпека
В архітектурі Dovecot велика увага приділяється безпеці.
Автор пропонує €1000 першому, хто виявить віддалену вразливість в Dovecot, яку можна експлуатувати. За 3 роки не було знайдено жодної проблеми, яку можна вважати віддаленою вразливістю.

## Виноски
1. ↑  Dovecot | freshmeat.net. Архів оригіналу за 17 серпня 2011. Процитовано 8 січня 2012.
2. ↑  Dovecot COPYING. Архів оригіналу за 10 лютого 2012. Процитовано 8 січня 2012.
3. ↑  Imaptest Status. Архів оригіналу за 28 грудня 2011. Процитовано 8 січня 2012.
4. ↑  Dovecot Security. Архів оригіналу за 10 лютого 2012. Процитовано 8 січня 2012.